# Mitriostigma barteri
Mitriostigma barteri là một loài thực vật có hoa trong họ Thiến thảo. Loài này được Hook.f. ex Hiern mô tả khoa học đầu tiên năm 1877.